# Liste der Naturdenkmale in Stebach
Die Liste der Naturdenkmale in Stebach nennt die im Gemeindegebiet von Stebach ausgewiesenen Naturdenkmale (Stand 9. Oktober 2013).

## Naturdenkmale
| Nr.         | Bezeichnung      | Lage                                           | Beschreibung | Bild                                    |
| ----------- | ---------------- | ---------------------------------------------- | ------------ | --------------------------------------- |
| ND-7138-394 | Alte Starkfichte | nördlich des Ortes; Abteilung Am Märzberg Lage | Picea abies  | Direkt Bild zu diesem Denkmal hochladen |